# Konstal 112N
Konstal 112N je prototip zglobnog tramvaja iz tvornice Konstal. Ovo je prvi niskopodni tramvaj proizveden u Poljskoj.

## Povijest
1989. godine je njemački tramvaj GT6N je bio prvi 100% niskopodni tramvaj na svijetu. Zatim su proizvođači u Europi započeli razvijati svoje niskopodne tramvaje, pa je tako i Konstal razvio svoje niskopodne tramvaje.

## Konstrukcija
Tip 112N je dvodijelni, jednosmjerni tramvaj s 24% niskopodnosti u drugom dijelu, kraj trećih vrata. Tramvaj ima četvera dvokrilna vrata, naspram tipa 105N ima panoramske prozore. U tramvaju se nalaze šest motora koji hlade ventilatorima. Tramvaj ima tapecirane stolice.
Konstrukcija tipa 112N je slična kasnijem tipa 114Na.

## Nabave tramvaja
| Država  | Grad    | Tip  | Godine prodaje | Isporučeno tramvaja | Garažni brojevi | Izmjene | Izvori |
| ------- | ------- | ---- | -------------- | ------------------- | --------------- | ------- | ------ |
| Poljska | Varšava | 112N | 1995.          | 1                   | 3001            |         | [ 1 ]  |